# Peptidbindning

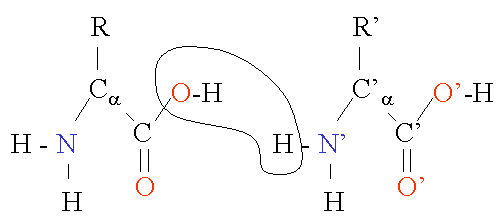
Två aminosyror kombineras i en kondensationsreaktion och bildar en peptidbindning

En peptidbindning bildas mellan två molekyler då en karboxylgrupp reagerar med en aminogrupp så att en vattenmolekyl (H2O) frigörs. En peptidbindning är ett specialfall av en amidbindning mellan en karboxylsyra och en amin. 
Peptidbindningar förekommer främst mellan aminosyror. Aminosyror kan bindas samman i längre kedjor av aminosyror – var och en förenad med en peptidbindning – och kallas då peptider eller proteiner.
Molekylen kan normalt inte rotera kring bindningen mellan kol- och kväveatomen, eftersom pi-elektronerna i kol-syrebindningen från karboxylsyran delokaliseras över kol-kvävebindningen. En annan konsekvens av delokaliseringen är att kolatomen, syreatomen, kväveatomen samt väteatomen från amingruppen ligger i samma plan.
Peptidbindningen är halvstabil och kan brytas genom hydrolys (tillägg av vatten), varvid cirka 10 kJ/mol energi frigörs. Denna process är emellertid extremt långsam. I levande celler utnyttjas enzymer för att påskynda förloppet.